# Nicorvo
Nicorvo es una localidad y comune italiana de la provincia de Pavía, región de Lombardía, con 367 habitantes.

## Evolución demográfica
| Gráfica de evolución demográfica de Nicorvo entre 1861 y 2001 |
|                                                               |
| Fuente ISTAT - elaboración gráfica de Wikipedia               |